# إسهال دهني
إسهال دهني هو أحد اضطرابات الجهاز الهضمي التي تتميز مرور البراز الذي يحتوي على كمية عالية من الدهون. ويرافق ذلك مع افرازات زيتية من فتحة الشرج.
حالة تنشأ عادة عندما تصبح الأمعاء الدقيقة غير قادر على استيعاب الدهون بشكل صحيح التي تدخل الجسم من خلال الأطعمة.

## الأسباب
يمكن أن يكون سبباً بيولوجياً والمحتمل أنه نقص في الأحماض الصفراوية (والتي هي مسؤولة عن هضم الدهون الداخلة للجسم لكي يسهل هضمها في الأمعاء) وهذا النقص بسبب: تلف في الكبد، الأدوية المخفضة للدهون، استئصال الصفراوية), خلل في إنزيمات البنكرياس، خلل في الخلايا المخاطية، بعض الأدوية التي تمنع امتصاص الدهون، أو، زيادة في الدهون أو دهون غير قابلة للهضم في الغذاء.
إن غياب الأحماض الصفراوية يؤدي إلى تحول لون البراز إلى الرمادي أو الشاحب. وأيضاً هنالك سبب أخر للإسهال الدهني وهو الأعراض الجانبية لأدوية «octreotide»
أو "lanreotide [الإنجليزية]" والتي هي مشابهة ل سوماتوستاتين (somatostatin) «وهو هرمون يفرزه الجسم وينظم العديد من وظائف الجسم», يستخدم علاجياً ل تضخم الاطراف (acromegaly)

### الأمراض المرتبطة
- سوء الإمتصاص مثل: مرض التهاب الأمعاء، الداء البطني (وهو وجود حساسية في الأمعاء لمادة الغلوتين الموجودة في الحبوب مما يؤدي إلى حدوث صعوبة في الهضم), فقد البروتين الشحمي بيتا من الدم (وهو نقص في البروتين الشحمي بيتا مما يؤدي إلى اضطراب في امتصاص الدهون)[1][2]
- نقص حمض الصفراء.
- عيوب في أنزيمات البنكرياس.
- ضعف في خلايا الغشاء المخاطي.
- عدم هضم الدهون بشكل جيد.
- بعض الادوية، مثل: اورليستات.
- عدم امتصاص الطعام بشكل جيد.
- الإفراط في تناول الكحول.
- التليف الكيسي.
- نقص في إفرازات البنكرياس المسؤولة عن هضم الدهون [الإنجليزية] .
- التهاب البنكرياس.
- تحصي قناة الصفراء (وهو انسداد القناة الصفراء بسبب الحصى المتكون في الصفراء).
- سرطان البنكرياس (إذا كان يغلق تدفق الصفراوية)
- التهاب القناة الصفراوية المتصلب الأولي.
- النمو الزائد للبكيتريا في الأمعاء الدقيقة.
- متلازمة قصر الأمعاء.
- الداء البطني.
- متلازمة زولينجر ايليسون.
- داء الجيارديات (هي عدوى من طفيلي).
- دراق جحوظي/ فرط الدًرقية.
- سوء استخدام بعض حبوب التخسيس مثل «orlistat»
- ذرب مداري.

المريض بالإسهال الدهني، الأمراض المرتبطة تتضمن انخفاض كثافة العظم، صعوبة في الرؤيا تحت مستويات إضاءة منخفضة، بطء وقت تخثر الدم.

## الأعراض والعلامات
تغير في طبيعة البراز إذ يكون:
1. دهني -لزج.
2. شاحب اللون.
3. رائحته كريهه.
4. فقدان الوزن.
5. يكون البراز ثقيل.

### الأدوية
أورليستات "orlistat" (الاسم التجاري xenical و alli) وهي إحدى حبوب الحمية والتي تعمل عن طريق من الإنزيمات التي تهضم الدهون، وبالتالي بعض الدهون لا تمتصها الامعاء وتخرج مع البراز بدلاً من أن تهضم بالأيض. VYTORIN (ezetimbe/simvastatin) وهي أقراص تؤدي إلى حدوث الإسهال الدهني عند بعض الناس.

### مكسرات زائدة في النظام الغذائي
هنالك تقارير قصصية على الإنترنت، توصف قطرات زيتية في البراز بعد تناول كمية كبيرة من الكاجو أو المكسرات الأخرى. وهم يتفقون مع الدراسات في أن الدهون في البراز أعظم عندما تؤكل المكسرات، من أن تؤكل زبدة المكسرات نفسها، زيوتها أو طحينها وتلك الدهون من المكسرات أقل امتصاصاً بشكل ملحوظ.

### الدهون الطبيعية
تم التوثيق أن استهلاك زيت الجوجوبا [الإنجليزية] يسبب إسهال دهني وتسرب بالقناة الشرجية لأنه غير قابل للهضم.
استهلاك «إيسكولار» (نوع من أنواع السمك)
و الأسماك الزيتية [الإنجليزية] (وتسمى أحياناً butterfish) تسبب إسهال دهني، ويشار إليه أيضا كتسمم السمك ويسمى "Gempylotoxism" أو "Gempylid" أو كيوريا "keriorrhea".
===الدهون المصنعة===
البديل للدهون " olestra [الإنجليزية] ", تستخدم للحد من الدهون المهضومة في الأطعمة ويذُكر أنه سبب تسرب عند بعض المستهلكين خلال مرحلة الاختبار والتسويق، وبالتالي تم إعادة صياغة المنتج قبل الهدرجة والتي لا تكون لسائل عند درجة الحرارة الفسيولوجية.تحذير ادارة الغذاء والدواء الأمريكية حدد أن الاستخدام المفرط من "olestra" يؤدي إلى «براز رخو» وهذا التحذير لم يُطلب منذ 13/5/2003 .

## التشخيص
يكشف الأطباء عادة عن هذا الاضطراب من خلال الأعراض والفحوصات المخبرية.
- اختبار السودان- 3(Sudan III test of the stools).
إذا كان الطبيب يجد صعوبة في الكشف عن السبب الحقيقي وراء ذلك يوصي بالفحوصات التالية:
- فحص امتصاص الدي-زايلوز (d-xylose absorption examination).
- فحص اللطاخة الدموية.
- فحص الجهاز الهضمي العلوي.
- تحليل البول.
- فحوصات الدم كاملة.

## العلاج
أن علاج إلاسهال الدهني عموما يعتمد على علاج الحالة الصحية الأساسية. عادة، يتم استخدام مكملات الانزيم البنكرياسية (pancreatic enzyme supplements) لعلاج مشاكل إلاسهال الدهني. هذه الانزيمات تتحلل في الأمعاء الدقيقة وتعمل على استعادة الحياة الطبيعية في البنكرياس. فيستعيد الجهاز الهضمي قدرته على حل المكونات الدهنية وبالتالي يختفي الإسهال الدهني في غضون أسبوع.

## التعايش
- تقليل تناول الاطعمة الدهنية.
- تقليل من شرب الكحول.
- تناول كميات صغيرة من الطعام وعلى فترات.
- تناول كميات أكثر من النشويات.